# Авасси
Авасси (араб. عواسي‎) — порода овец, распространённая в передней Азии. Первоначальным местом обитания была Сирийская пустыня. Порода также известна под названиями ивеси, балади, деири, сирийская, нуами и гезириех. Это курдючные овцы, окрас разных частей тела которых различается: белое, чёрное или коричневое туловище с коричневыми головой и ногами. Уши длинные, свисающие.

## Места обитания
Авасси — самая распространённая порода овец в арабских странах. Эта порода является общей во многих странах среднего востока, включая Иорданию, Ирак, Сирию, Ливан, Палестину и Израиль.
Порода чрезвычайно выносливая, хорошо приспособившаяся к местным условиям за века кочевого и оседлого существования. Это основная порода овец в данном регионе.

## Характеристики
Используется как источник мяса и шерсти, но главным образом молока. Порода обладает уникальными физиологическими характеристиками, включая сопротивляемость болезням и паразитам, способность проходить дальние расстояния между пастбищами, переносимость высоких и низких температур, плохих условий питания. Легко адаптируется к различным условиям окружающей среды, особенно если они близки к естественным для мест обитания этой породы. Овцы приспособлены к бедным средиземноморским пастбищам и способны запасать жир в курдюке, который выполняет роль, аналогичную верблюжьим горбам. Способность к воспроизводству высокая благодаря способности производить молоко в больших количествах даже в неблагоприятных условиях. По надоям эта порода стоит на втором месте после породы East Friesian[уточнить].
Порода Авасси может использоваться в различных видах производственных систем, от кочевых стад, питающихся подножным кормом, до молочных ферм.